# Anomis flava
Espèce
Synonymes
- Anomis serrata Barnes & McDunnough, 1913[1]
- Cirroedia edentata Walker, 1857[1]
- Cirroedia variolosa Walker, 1857[1]
- Cosmophila aurantiaca Prittwitz, 1867[1]
- Cosmophila flava Fabricius, 1775[1]
- Cosmophila indica Guenée, 1852[1]
- Cosmophila xanthindyma Boisduval, 1833[1]
- Noctua flava Fabricius, 1775[1]
- Noctua sigmatizans Fabricius, 1775[1]
- Xanthia fimbriago Stephens, 1829[1]

Anomis flava est une espèce de lépidoptères (papillons) de la famille des Erebidae.

## Répartition
On trouve ce papillon en Asie, en Australie, en Afrique, et la plupart des îles du Pacifique et de l'océan Indien.
En Amérique, il s'agit de la sous-espèce Anomis flava fimbriago.

## Morphologie
L'envergure de l'imago est d'environ 28 mm.

## Biologie
La chenille se nourrit de Hibiscus rosa-sinensis, Hibiscus cannabinus, Legnephora moorei et Gossypium hirsutum. Cette espèce est considérée une peste pour le coton, l'okra, l'abutilon et les tomates.

## Sous-espèces
- Anomis flava flava
- Anomis flava fimbriago (Stephens, 1829)